# Space Ryder SR-447
Utopia SR 447 – Hörfolge von den aufregenden Abenteuern einer Raumschiff-Besatzung im Jahre 2384 (auch: Space Ryder SR-447) ist ein Hörspiel aus dem Jahr 1966, das vom Hessischen Rundfunk in drei Teilen produziert und vom 29. bis 31. Dezember 1966 urausgestrahlt wurde. Ursprünglich auf Single Schallplatten mit je 15 Minuten Länge pro Folge erschienen, wurde das Hörspiel zwischen 1978 und 1988 mehrfach als Musikkassetten produziert.

## Inhalt

### Das unheimliche Raumschiff
Im Jahr 2384 erhält das Raumschiff SR-447 von Commander Kon Novare statt des verdienten Landurlaubs einen Sonderauftrag des solaren Sicherheitsdienstes. Im Orbit des Planeten Wega 12 tauchte ein zweiter Mond auf, der vorher vermutlich durch einen Tarnschirm nicht zu orten war. SR-447 soll den Mond erkunden und Bericht erstatten.
Nach der Landung auf dem Mond gerät die Mannschaft in einen heimtückischen Energieangriff und wird bewusstlos. Der Roboter Robby ist dagegen immun, kann daher kurzzeitig das Kommando übernehmen und bringt das Raumschiff in Sicherheit. Nach erneuter Landung, bricht der Funkkontakt zur Erde ab. Ein Landekommando verlässt das Raumschiff und findet eine Luftschleuse zu einem Hangar.
Im Inneren befindet sich ein kugelförmiges Raumschiff aus dem der große Roboter Basan herauskommt, der sich mit Robby unterhält. Währenddessen wird SR-447 gesprengt und gemeinsam nimmt die Mannschaft das neue, hypermoderne Raumschiff „Sakal“ in Besitz. Basan erklärt, dass es immer der Plan seiner Meister war, dass eines Tages die Nachfolger der Herrscher kommen würden, die Erben, welche das Schiff führen sollen. Basan weist die Mannschaft an zu schlafen, danach besitzt die Mannschaft das komplette Wissen über das neue Raumschiff und Basan ist verschwunden.
Die Sakal nähert sich schließlich einer überschweren, weißen Sonne. Die Mannschaft gewöhnt sich langsam an die neue Situation, auch wenn Teile ihrer Erinnerungen gelöscht wurden. Dafür wurde ihre Intelligenz drastisch erhöht. Auch Robbies Programmierung scheint erweitert worden zu sein.
Das Raumschiff nähert sich einem Planeten, auf dessen Südpol eine riesige Pyramide aus Metall steht. Eine Nachricht erreicht das Raumschiff und die Mannschaft beschließt auf dem Eisplaneten zu landen. Alle legen moderne Raumanzüge an und fahren mit einem Gleitboot zur Pyramide, während Robby in der Sakal verbleibt. Boris wird von einem Fesselfeld eingefangen, als er versehentlich seine Waffe gezogen hatte. Yvonne findet unterdessen einen Bewohner.

### Die Pyramide des Eisplaneten
Der Bewohner sieht menschlich aus, ist aber grünlich, leblos und kalt. Versuche ihn zu untersuchen misslingen. Eine verstümmelte Tonbandaufnahme der Yestris, warnt vor den „Herrschern“. Die Yestris hatten eine Radiumuhr zurückgelassen, die nun aber abgelaufen ist. Sie seien auch als Erben der Herrscher eingesetzt gewesen, wurden aber von diesen verraten. Insbesondere wird vor einem Raum der Pyramide, der als Museum bezeichnet wird, gewarnt. Während die Mannschaft schläft, erwachen Biohirn 1 und Alpha, welche die Neuankömmlinge prüfen sollen.
Der grüne Bewohner gibt sich als Soltas zu erkennen, er soll bereits die Yestris ausgelöscht haben, und begrüßt die Mannschaft von SR-447. Er bedrängt die Mannschaft sich ihm anzuschließen, verschwindet aber als Robby zur Mannschaft stößt. Doch schon bald taucht Soltas erneut auf und verschwindet wieder wie vorher, als Robby den Raum betritt. Es scheint aber laut Robby keine Zeit vergangen zu sein. Die Mannschaft betritt schließlich das Museum der Yestris. Verschiedene Spezies der Galaxis sind hier in Käfigen ausgestellt. Scott wird auch von einem Fesselfeld umgeben, wie die anderen Exponate.
Ein unbekanntes Flugobjekt erreicht den Planeten und die Sakal ist nicht mehr sichtbar, scheint aber noch vorhanden. Die Mannschaft möchte das Fesselfeld um Scott lösen und teilt sich auf. Eine Barriere erscheint zwischen den beiden Teams. Jan und Boris können sie durchdringen aber nicht mehr zurück. Scott ist nun unerreichbar. Die Biohirne hatten Scott zur Untersuchung gesichert und erkennen, dass zwischenzeitlich Soltas' Kontaktschiff gelandet ist. Soltas, zuvor nur als Projektion, beginnt sich nun zu bewegen und verlangt von der Mannschaft wieder ihm zu folgen. Boris eliminiert Soltas schließlich, der versucht hatte sie mit seinen Gedanken gefügig zu machen. Es zeigt sich, dass er nur ein Bioroboter war. Das Kontaktschiff startet und wird von der Pyramide zerstört.
Die Biohirne bauen den Zeitschirm für die Vergangenheit auf und melden sich bei der Mannschaft der SR-447. Scott ist nicht mehr da. Das Biohirn begrüßt nun die Fremden und teilt mit, dass Soltas ihr Feind war und der Turm über seine Zerstörung erfreut ist. Die 2. Stufe wird angekündigt. In der Vergangenheit soll sich auch Scott befinden.

## Aufteilung der Folgen
Der Hessische Rundfunk hat die Produktion in drei Teilen ausgestrahlt:
Originaltitel: Utopia SR 447 – Hörfolge von den aufregenden Abenteuern einer Raumschiff-Besatzung im Jahre 2384
- 1. Teil: Der Mond Basan; Erstsendung: 29. Dezember 1966; Länge: 15'21 Minuten[4]
- 2. Teil: Das unheimliche Raumschiff; Erstsendung: 30. Dezember 1966; Länge: 13'35 Minuten[5]
- 3. Teil: Die Pyramide des Eisplaneten; Erstsendung: 31. Dezember 1966; Länge: 13'00 Minuten[6]

Aus den ursprünglich 3 gesendeten Folgen wurden die beiden Musikkassetten wie folgt – mit teilweise überlappender Benennung – zusammengestellt:
- Kassette 1: „Das unheimliche Raumschiff“
  - Der Mond Basan
  - Das unheimliche Raumschiff
  - Die Pyramide des Eisplaneten
- Kassette 2: „Die Pyramide des Einplaneten“
  - Die Botschaft der Yestris
  - Der Saal des Unheils
  - Der tödliche Zwang

Danach bricht die Serie mitten in der Handlung ab. Die nächste Folge sollte laut Biohirn Alpha in der Vergangenheit abspielen. Angeblich sollen die letzten drei Folgen der Handlung verschollen sein.
Erschienen sind die Kassetten zunächst bei Bella Musica, dann bei Echo, Lilliput/Des Alpes, Polyband, Starlet und Universum Records zwischen 1978 und 1988. Die Folgen sind im Jahr 2023 zum Download bei Amazon und auch auf Spotify verfügbar.
Die Rechte an dem Hörspiel liegen derzeit bei Märchenland, All Ears.